# Лычак
Лыча́к — посёлок во Фроловском районе Волгоградской области России. Административный центр Лычакского сельского поселения

## География
Посёлок расположен в 12 км северо-восточнее Фролово на дороге Фролово—Большой Лычак.

## История
В 1966 г. Указом Президиума ВС РСФСР посёлок отделения № 3 совхоза «Зеленовский» переименован в Лычак.

## Население
| 2010 |
| ---- |
| 604  |

## Инфраструктура
Посёлок газифицирован, есть водопровод, центральное отопление, дороги асфальтированные.
Расположен на западном берегу пруда, в 2 км северо-западнее расположен ещё один пруд. Есть пляж, места для охоты и рыбалки.
В посёлке расположена центральная усадьба сельского хозяйства «Новое» (ООО «Агро-Каустик», принадлежит ОАО «Каустик»).